# Karl Kristian Steincke
Karl Kristian Vilhelm Steincke (25 de agosto de 1880 - 8 de agosto de 1963) fue un político danés del Partido Socialdemócrata. Fue ministro de Justicia de 1924 a 1926 en el primer gobierno de Stauning, ministerio de Asuntos Sociales de 1929 a 1935 en el segundo gobierno de Stauning, y nuevamente ministro de Justicia de 1935 a 1939 en el tercer gobierno de Stauning y en 1950 en el primer y segundo gobierno de Hedtoft. Se le ha citado como el principal arquitecto del estado de bienestar danés con las Leyes de Reforma Social de principios de la década de 1930, incluido el Acuerdo de Kanslergade.

## Vida personal
Fue miembro del Landstinget (Cámara alta del Parlamento danés) desde 1918; miembro del Folketing desde 1939 y presidente entre 1948-50 y 1951-52. Además fue miembro de la Corte Suprema entre 1918-24, 1926-29, 1939-50 y 1951-52 (vicepresidente 1948-50 y 1951-52). Dentro del partido participó en la junta principal y en el comité ejecutivo entre 1913-19.
Steincke se casó por primera vez en 1907 con Marie Elisabeth B. Hansen, fallecida en 1949, y en segundas nupcias (13 de octubre de 1951) con Jytte, nacida el 3 de febrero de 1909 en Frederiksberg.

## Atentados
Steincke sufrió dos intentos de asesinato mientras estaba en el podio durante sesiones en el Folketing (parlamento danés).
El primero ocurrió mientras, en su calidad de Ministro de Asuntos Sociales, presentaba la gran reforma social el 10 de diciembre de 1930, cuando uno de los asistentes, Charles Nielsen se puso de pie con una pistola de 11 mm cargada con cinco balas. El hombre fue controlado por los funcionarios presentes, aunque logró disparar una vez, impactando en el techo del parlamento. Charles Nielsen, que había fundado una organización de desempleados, fue condenado por el Tribunal Superior del Este de Dinamarca (en danés, Østre Landsret), muriendo en 1940 por tuberculosis.
El segundo intento de asesinato, ocurrió el 13 de abril de 1938 cuando el nazi Erik Westergaard Jensen disparó contra Steincke, sin herirle. El día anterior, Jensen junto a Erling Hallas decidieron en una reunión en Bovrup, cerca de Aabenraa, que irían a Copenhague a manifestarse al día siguiente. Mientras Steincke presentaba enmiendas a la Ley de Matrimonio, los manifestantes se pusieron de pie lanzando panfletos, cuando Erik Westergaard Jensen realizó dos disparos mientras gritaba «¡Steincke tiene que irse, nosotros no podemos, como pueblo honorable y decente, tener a un Ministro de Justicia comprometido!». El Tribunal Municipal de Copenhague (en danés, Københavns Byret) condenó a Erik Westergaard Jensen a 40 días de prisión, mientras que Erling Hallas y otras tres personas fueron condenadas a 20 días de prisión.
Los atentados, perpetrados por personas de ideologías políticas extremas opuestas, no se sabe si realmente intentaron asesinar a Steincke, o simplemente mostrar su descontento.

## Legado
El nombre de K. K. Steincke está particularmente asociado a la reforma social realizada en 1933, la cual se conoce por su apellido. Esta reforma permitió la implementación del modelo nórdico para los servicios estatales de bienestar en Dinamarca, la cual amplió los derechos laborales, devaluó la corona y extendió los subsidios estatales a los agricultores entre otras cosas. Este sistema simplificó enormemente la legislación de ese momento, se abolieron 54 leyes sociales que se sustituyeron por solo cuatro. Ellas introdujeron reglas más claras para los derechos de los ciudadanos y los servicios más importantes se pusieron a disposición de la mayoría de la población
Algunas tarifas, como la de la pensión de vejez y la pensión de invalidez, se ajustaron a los precios. Se simplificó una complicada administración municipal mediante la sustitución de estimaciones por tarifas fijas. Además, se incrementó el subsidio estatal al gasto social de los municipios y el reembolso intermunicipal distribuyó el gasto social de manera más equitativa entre los municipios. Esto fue un paso significativo hacia el estado de bienestar.

Además, Steincke es conocido por su libro La Seguridad Social del futuro (en danés, Fremtidens forsørgelsesvæsen) de 1920 en el que enunció:
«Tratamos al insignificante con todo tipo de cuidado y amor, pero le prohibimos, a cambio, sólo que se reproduzca».
Su libro fue la base de las leyes danesas sobre la eugenesia, la esterilización y castración de elementos indeseados. Steincke consideró que la prevención de la reproducción de "indeseados" era importante para la sociedad, principalmente, por razones prácticas y porque según él «nadie quería que ellos tuvieran hijos, incluso si eran sanos»
Este tipo de frases no evitó que fuera premiado con la medalla de oro al mérito (en danés, Fortjenstmedaljen i guld) por su contribución al estado de bienestar. Está sepultado en el Cementerio de Vestre en Copenhague.